# PGP
A PGP (Pretty Good Privacy) egy számítógépes program, ami titkosításra és hitelesítésre egyaránt használható. A program első verzióját Philip R. Zimmermann készítette el 1991-ben. Ma a PGP a világon az egyik legnépszerűbb  mód arra, hogy adatainkat megvédjük a kíváncsi szemek elől.
A PGP alapján később létrehozták az OpenPGP előírásokat a kódoláshoz és a dekódoláshoz így ma már számos szoftver kínál ilyen szolgáltatást. Ilyenek például: Patrick Townsend & Associates, Authora Inc., EasyByte Cryptocx, Veridis, és a GNU Privacy Guard.

## A PGP titkosítás alkalmazási területei
Míg az eredeti programot főleg e-mail üzenetek és csatolmányaik titkosítására tervezték, addig mára a PGP termékek rengeteg új funkcióval bővültek. A PGP Desktop 9.x verziói tartalmazzák az e-mailek, fájlok és mappák, a teljes merevlemez és az azonnali üzenetküldés titkosítását, digitális aláírások és önkikódoló tömörített fájlok kezelését és végül a biztonságos fájltörlést.

## A kódolási eljárás

A PGP működésének illusztrációja

A PGP a titkosításhoz Nyilvános kulcsú rejtjelezési eljárást használ, amihez szükség van a címzett nyilvános kulcsára, és ha digitális aláírással szeretnénk ellátni az üzenetet, akkor a mi saját kulcsunkra is. A címzett a saját kulcsával és az üzenetben találhatóval együtt tudja visszakódolni az eredeti üzenetet. Ez a művelet a programban egyszerű és teljesen automatikus, viszont csak olyan embernek tudunk kódolt üzenetet küldeni, aki rendelkezik legalább egy érvényes kulcspárral és rendelkezünk a kulcspár nyilvános felével.

## Digitális aláírások
A digitális aláírással tudjuk megállapítani, hogy a küldő az-e, akinek gondoljuk, azaz hogy hiteles-e az üzenet. A kódolással együtt szokták használni, de utólag is alkalmazható akár titkosítatlan fájlra is. A küldő használhatja az RSA vagy a DSA eljárást is digitális aláírás készítéséhez. Ehhez a PGP egy hash-t generál a forrásfájlból, s ezután elkészíti az aláírást, hozzáadva a küldő privát kulcsát.